# Blechnum hirsutum
Blechnum hirsutum är en kambräkenväxtart som beskrevs av Eduard Rosenstock. Blechnum hirsutum ingår i släktet Blechnum och familjen Blechnaceae. Inga underarter finns listade.